# چاپ فلزی الکتریکی

چاپ فلزی الکتریکی یک فرایند حکاکی فلزی است که به وسیله محلول الکترولیت، آند و کاتد انجام می‌شود. قطعه فلزی که قرار است حکاکی شود به قطب مثبت منبع جریان الکتریکی مستقیماً متصل می‌شود. قطعه‌ای از همان نوع فلز نیز به قطب منفی منبع جریان متصل می‌شود که آن را کاتد می‌نامیم. به منظور کاهش واکنش‌های الکتروشیمیایی ناخواسته، آند و کاتد باید از یک جنس فلز باشند. به‌طور مشابه کاتیون الکترولیت نیز باید از همان فلز باشد. هنگامی که منبع جریان روشن می‌شود، فلز آند حل شده و به کاتیون الکترولیت تبدیل می‌شود و در همان زمان مقدار مساوی از کاتیون موجود در محلول به فلز جامد تبدیل شده و روی کاتد رسوب می‌کند. بسته به ولتاژ مورد استفاده و غلظت الکترولیت، سایر واکنش‌های الکتروشیمیایی پیچیده‌تر می‌توانند در آند و کاتد رخ دهند، اما حل شدن فلز در آند و رسوب آن در کاتد واکنش‌های موردنظر ما هستند.

## تاریخچه
از دهه ۱۹۸۰ یک تغییر واقعی در چاپ فلزی سنتی رخ داده‌است. متخصصین مشغول در این حوزه متوجه شدند که مواد مورد استفاده در کارگاه‌ها و مدارس هنری برای سلامتی و محیط زیست ضرر دارند. تحقیقات در چندین زمینه متمرکز بود:
1. مواد خشک‌کننده اسیدی دارای سولفات و نمک با چاپ فلزی الکتریکی که عاری از بخارات سمی است جایگزین شدند.
2. لاک‌های مبتنی بر متانول با مقاومت‌های با پایه اکریلیک و روغن جایگزین شدند.
3. پودرهای رزین و آسفالت با اسپری‌های اکریلیک جایگزین شدند.
4. حلال‌های هیدروکربنی مورد استفاده برای تمیز کردن صفحات و جوهرها با مواد پاک‌کننده گیاهی و محصولات ارزان‌تر همچون دانه‌های روغنی جایگزین شدند.
5. فرآیندهای قدیمی جهت بهبود بازبینی شدند و روش‌های جدیدی با استفاده از مواد مدرن مانند پلیمرها برای انجام فرآیندهای چاپ فلزی سنتی، دیجیتالی و لیزری و … به کار گرفته شدند.

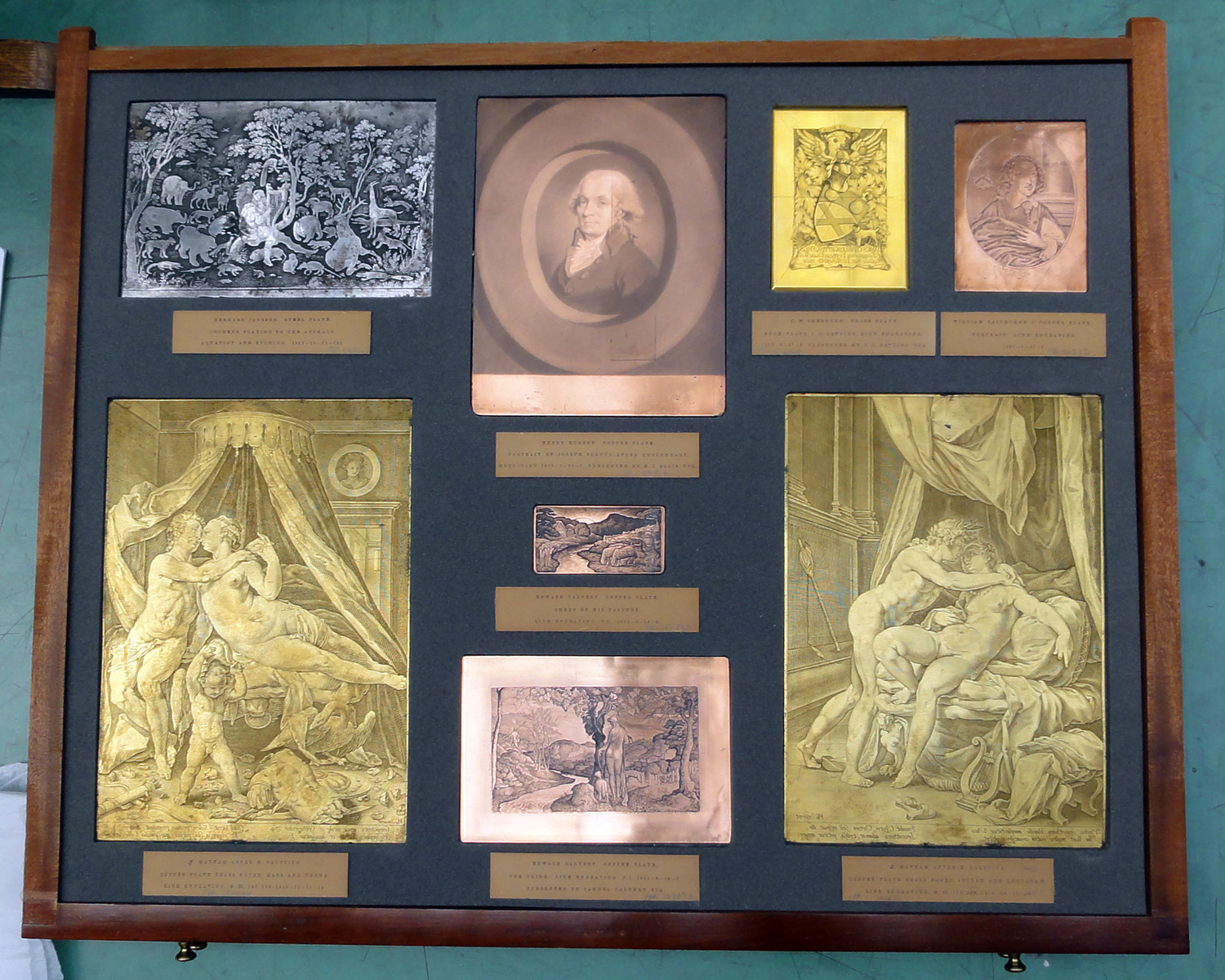

خوشبختانه، این فرآیندهای جایگزین به تدریج در سراسر جهان مدرن گسترش یافتند و هنرهای چاپی را زیر و رو کردند. نشریات و وب سایت‌های مشغول در این حوزه، اکنون اطلاعات گسترده‌ای در مورد بسیاری از این روش‌های جایگزین به چاپگران ارائه می‌دهند. از جمله تکنیک‌های کشف‌شده، چاپ فلزی الکتریکی است که در قرن نوزدهم توسط توماس اسپنسر توسعه یافت و سپس تقریباً در دنیای چاپ به علت ابتدایی بودن و عدم آگهی مهندسین آن دوره به فراموشی سپرده شد. اما اکنون به لطف تحقیقات نیک سمنوف، سدریک گرین، ماریون ابهر و امری ابهر و کارگاه اوله لارسن از طریق ارتباط با چاپگری مدرن ایمن و کم خطر، این تکنیک پرکاربرد دوباره احیا شده‌است. این چاپگرها و محققین ایمنی فرآیندهای الکترولیتی را برای چاپ فلزی آزمایش کردند و سودمندی آن‌ها را از لحاظ اقتصادی و زمانی نشان دادند. این تکنیک نسبتاً جدید طیف وسیعی از ویژگی‌های مناسب‌تر، طراحی‌های گیرا تر و امکانات نوآورانه‌تری را ارائه می‌کند، اما از گسترش و مورد پذیرش قرار گرفتن مشابه سایر روش‌ها برخوردار نبوده‌است که علت آن شاید ترس بی‌اساس از الکتریسیته، یا تصور اشتباه از هزینه‌های راه اندازی یک کارگاه چاپ فلزی الکتریکی است. در حقیقت، دانش الکتریکی نسبت به باقی روش‌ها بسیار ساده و راحت‌تر است و در آن به تجهیزات گران‌قیمت نیاز نیست.

## مزایای چاپ فلزی الکتریکی و مقایسه آن با دیگر روش‌های چاپ
- چاپ الکتریکی یک خط بی عیب و نقص و با ظرافت حکاکی می‌کند.
- عمود بر سطح بشقاب اتفاق می‌افتد و به همین دلیل خطوط، بسیار تمیز و روشن ایجاد می‌شود.
- چاپ الکتریکی، فلز زیر لایه لاک محافظ را تضعیف نمی‌کند و از آسیب به لبه‌های مقاومت جلوگیری می‌کند.
- خطوط متقاطع و هاشورزده شده، یکپارچگی خود را حفظ می‌کنند و در طول فشردگی طولانی مدت تمایلی به متحد شدن ندارند.
- چاپ فلزی الکتریکی بسیار قابل کنترل است و بنابراین سازگار است. استفاده از شرایط یکسان یعنی همان غلظت الکترولیت، فاصله یکسان بین آند و کاتد، زمان و ولتاژ یکسان، به این معنی است که عمق خطوط چاپ شده ثابت و دارای ویژگی‌های یکسان خواهند بود.
- برخلاف آنچه که در حمام‌های اسیدی اتفاق می‌افتد که در آن لازم است صفحه فوراً برای متوقف کردن فرایند چاپ کردن خارج شود، در حمام الکترولیتی، هنگامی که کلید جریان را روی منبع تغذیه خاموش می‌کنیم، فرایند چاپ متوقف می‌شود. صفحات می‌توانند برای مدت کوتاهی در حالی که واحد الکترولیتی خاموش است غوطه‌ور شوند، زیرا خوردگی ادامه نمی‌یابد. البته باید در نظر داشته باشیم که در دوره‌های طولانی‌تر، الکترولیت می‌تواند بین اجزای مختلف آزمایش نفوذ کند و باعث به هم خوردن تعادل، آسیب به قسمت‌های مختلف و درنهایت خرابی شود.
- در انتهای این عملیات الکترولیتی یک سطح ناهموار در فلز و بر روی خطوط حکاکی شده ایجاد می‌شود که جوهر را به خوبی نگه می‌دارد، حتی با خطوط گسترده‌تر و پهن‌تر.
- یک فرایند حکاکی الکتریکی ساختار متخلخل یکنواختی را روی یک سطح فلزی خالی (سطحی بدون مقاومت) جهت نگه داشتن جوهر ایجاد می‌کند. این اثر را رنگ الکتریکی نامیده‌اند. این شبیه به رنگ آبی سنتی است، اما برای به دست آوردن حکاکی موردنظر، دیگر نیازی به استفاده از هیچ‌یک از مواد سمی سنتی مانند اسپری‌ها و پودرهای رنگی سنتی، رزین یا آسفالت نیست.
- محلول‌های الکترولیتی در حین حکاکی کردن یا زمانی که در مخازن نگهداری می‌شوند، بخار یا گازهای سمی تولید نمی‌کنند.
- چاپ کردن با الکتریسیته گازهای سمی تولید نمی‌کند. البته به شرط احترام گذاشتن به قوانین و استانداردهای آزمایشگاهی، مواد به کار رفته در نمک الکترولیت و ولتاژ مجاز.
- در روش‌های سنتی هزینه زیادی صرف هودهای خارج کننده هوا می‌شود. علت این امر تولید گازهای سمی و خطرناک است که در روش چاپ فلزی الکتریکی چنین مشکلی وجود نخواهد داشت و در بخشی از هزینه کارگاه‌ها و کارخانه‌ها صرفه جویی می‌شود.[۴][۵]

## معایب چاپ فلزی الکتریکی و مقایسه آن با دیگر روش‌های چاپ
- عیب عمده این روش این است که الکترولیت سولفات مس به تدریج کم می‌شود، بنابراین زمان فرایند تغییر می‌کند و در برخی موارد باید محلول جایگزین شود.
- یکی از ویژگی‌های چاپ الکتریکی این است که خطوط جدا شده را عمیق‌تر از خطوط نزدیک به هم فشرده می‌کند یا خطوط هاشورزده را متقاطع می‌کند.
- عدم استفاده از گرد و غبار رزین یا گرد و غبار آسفالت امکان دستیابی به یک تنه صاف و یکنواخت با شدت‌های مختلف را مانند رنگ آبی سنتی که چندین قرن است از آن استفاده می‌کنیم، محدود می‌کند.
- همچنان باید در مورد سولفات‌های خام و محلول‌های الکترولیتی اقدامات احتیاطی انجام داد.
- محافظت از خود با دستکش لاستیکی و ماسک گرد و غبار تا قبل از حل شدن سولفات لازم است و آن را نباید استنشاق کرد و پس از رقیق شدن، از تماس آن با پوست و چشم می‌بایست جلوگیری شود.[۶][۷]